# Azorella triacantha
Azorella triacantha är en växtart i släktet Azorella och familjen flockblommiga växter.
Arten är en liten buske som förekommer i nordvästra Argentina. Den beskrevs först av August Heinrich Rudolf Grisebach och fick sitt nu gällande namn av Mart.Fernández & C.I.Calviño. Utöver nominatformen finns varieteten Azorella triacantha var. famatinensis.